# Roman Gancarczyk
Roman Gancarczyk (ur. 17 marca 1964 w Myślenicach) – polski aktor teatralny i filmowy oraz pedagog.

## Życiorys
W 1988 ukończył studia na PWST w Krakowie.
Od 1993 jest aktorem krakowskiego Teatru Starego. Należy do zespołu stale współpracującego z Krystianem Lupą; w jego Lunatykach-Huguenau, czyli Rzeczywistości oraz Mistrzu i Małgorzacie stworzył swoje najbardziej znane i doceniane kreacje. Pracę w teatrze łączy z działalnością dydaktyczną w krakowskiej PWST.
W filmie pojawia się sporadycznie, zazwyczaj na drugim planie. W 2004 zagrał Mariana Włosińskiego, jedną z głównych ról w Moim Nikiforze Krzysztofa Krauzego.
Był mężem aktorki Anny Radwan, z którą ma córkę Zofię.

## Kariera teatralna
Na scenie Teatru Starego zadebiutował w 1987 rolą Joego w spektaklu Wracaj natychmiast Jimmy Dean, Jimmy Dean. Po ukończeniu PWST został aktorem Teatru im. Stefana Jaracza w Łodzi (1988–1989) i Teatru Ludowego w Krakowie (1990–1993). Od 1993 jest członkiem zespołu Teatru Starego.
W 1995 wziął udział (jako dyrektor Gerneth) w głośnym Lunatycy-Esch, czyli Anarchia Krystiana Lupy według Hermanna Brocha. Trzy lata później zagrał główną rolę Wilhelma Huguenau w Lunatykach-Huguenau, czyli Rzeczywistości. Z Lupą spotykał się zresztą wielokrotnie, w jego przedstawieniach stworzył swoje najwyżej oceniane kreacje, w tym najsłynniejszą – Wolanda w Mistrzu i Małgorzacie (2002). W 2004 wcielił się w postać Pijawki w Zaratustrze, opartym na tekście Fryderyka Nietzschego.
Wystąpił także w rolach drugoplanowych w adaptacjach dramatów Williama Szekspira. W Jak wam się podoba (1995) był Jakiem de Bois, w Burzy (1997) Antoniem, w Makbecie (2004) w reżyserii Andrzeja Wajdy – Macduffem, a w Śnie nocy letniej (2006) Oberonem/Tezeuszem.
Pojawia się także w przedstawieniach Teatru Telewizji.

## Kariera filmowa
Jest aktorem skupionym przede wszystkim na pracy w teatrze i Teatrze Telewizji. W filmie grywa niewiele, zazwyczaj role epizodyczne lub drugoplanowe. Współpracował z m.in. Jerzym Stuhrem, Feliksem Falkiem, Małgorzatą Szumowską i Kazimierzem Kutzem, w którego paradokumentalnej Śmierci jak kromka chleba (1994) wcielił się w postać jednego ze strajkujących górników.
W głośno komentowanym serialu Izabelli Cywińskiej Boża podszewka (1997) był zbuntowanym Kostusiem Jurewiczem, bratem głównej bohaterki, granej przez Agnieszkę Krukównę.
Kojarzony jest z wysoko ocenioną przez krytykę rolą Mariana Włosińskiego, który z wielkim oddaniem opiekował się Nikiforem Krynickim, płacąc za to rozpadem rodziny i rezygnacją z własnych ambicji artystycznych, w Moim Nikiforze (2004) Krzysztofa Krauzego.

## Filmografia
- 1993: Straszny sen Dzidziusia Górkiewicza jako dziennikarz radia „Podlesie”
- 1993: Czterdziestolatek. 20 lat później jako poeta Rusłanek w areszcie (odc. 5)
- 1994: Śmierć jak kromka chleba jako górnik Jurek Putek
- 1994: Spis cudzołożnic jako Nikodem „Wymoczkowaty”, obecny partner Emilii
- 1994: Dama kameliowa jako mężczyzna obserwujący grę w karty
- 1995: Daleko od siebie jako Piotr, współpracownik Marcina
- 1996: Gdzie jesteś święty Mikołaju? jako Jurek, tata Ani
- 1997: Czy pan to tak naprawdę, czy udaje? jako Oficer UB
- 1997: Boża podszewka jako Kostuś Jurewicz (odc. 2, 3, 5, 8, 9 i 15)
- 2000: Twarze i maski jako kierownik literacki Teatru Miejskiego (odc. 2)
- 2000: Szczęśliwy człowiek jako Rudy, kolega Jana ze szkoły
- 2003: Pogoda na jutro jako brat Wojciech
- 2003: Koniec wakacji jako Cezary, brat Anny
- 2004: Ono jako mężczyzna na klatce schodowej
- 2004: Mój Nikifor jako Marian Włosiński
- 2004: Karol. Człowiek, który został papieżem jako redaktor Jerzy Turowicz
- 2005: Boża podszewka II jako Kostuś Jurewicz (odc. 3 i 8)
- 2007: Ważki jako ojciec Toli
- 2007: A na koniec przyszli turyści jako Karol
- 2007: Odwróceni jako lekarz w Rabce (odc. 5)
- 2007: Twarzą w twarz jako komendant
- 2008: Pitbull jako Majewski (odc. 23)
- 2008: Na dobre i na złe jako Artur (odc. 329)
- 2008−2010, 2013: Czas honoru jako ordynator Janusz Baranowski
- 2008: 33 sceny z życia jako Krzysztof
- 2010: Usta usta jako terapeuta Tomasz Kawecki (odc. 23 i 24)
- 2010: Skrzydlate świnie jako ksiądz
- 2010: Nie ten człowiek jako właściciel sklepu akwarystycznego
- 2010: Mistyfikacja jako szef recepcji w hotelu „Giewont”
- 2011: Mój biegun jako lekarz w Gdańsku
- 2012: Wszystkie kobiety Mateusza jako Ferdynand Onyszko
- 2012: Miłość jako lekarz
- 2013: Pod Mocnym Aniołem jako ojciec królowej Kentu
- 2013: Ojciec Mateusz jako Jacek Waga (odc. 113)
- 2013: Lekarze jako Bogusław Fałek (odc. 26)
- 2013: Drogówka jako Grzegorczyk
- 2013−2014: Prawo Agaty jako prokurator Starzecki (odc. 54 i 60)
- 2014: Pani z przedszkola jako notariusz Skóra
- 2015: Body/Ciało
- 2018: Twarz jako ksiądz
- 2019: Stulecie Winnych jako Antoni Winny
- 2020: Zenek jako ojciec Zenka
- 2022: Wielka woda jako prof. Jan Nowak

## Nagrody i odznaczenia
- 2005 – Międzynarodowy Festiwal Filmowy w Chicago:
  - Srebrny Hugo dla najlepszego aktora w roli pierwszoplanowej za rolę w filmie Mój Nikifor
- 2015 – Srebrny Medal „Zasłużony Kulturze Gloria Artis”[1]